# Stă să plouă cu chiftele (franciză)
Stă să plouă cu chiftele (engleză Cloudy with a Chance of Meatballs) este o franciză de animație americană produsă de Sony Pictures Animation bazată pe cartea cu același nume de Judi Barrett. Filmele au avut o recepție pozitivă din partea criticilor și au încasat 517 milioane de $ la box office.
Franciza se învârte în jurul lui Flint Lockwood, un inventator geniu care inventează FLDSMDFR, un dispozitiv care creează mâncare din apă. În ciuda succesului său, puterea dispozitivului creează în mod neintenționat ravagii și dezastre naturale pe care Flint și prietenii săi trebuie să le oprească.

## Filme
| Film                       | Premiera           | Regia                           | Scenariul                                                  | Povestea                                          | Producători                  |
| -------------------------- | ------------------ | ------------------------------- | ---------------------------------------------------------- | ------------------------------------------------- | ---------------------------- |
| Stă să plouă cu chiftele   | 18 septembrie 2009 | Phil Lord și Christopher Miller | Phil Lord și Christopher Miller                            | Phil Lord și Christopher Miller                   | Pam Marsden                  |
| Stă să plouă cu chiftele 2 | 27 septembrie 2013 | Cody Cameron și Kris Pearn      | John Francis Daley și Jonathan Goldstein și Erica Rivinoja | Phil Lord și Christopher Miller și Erica Rivinoja | Pam Marsden și Kirk Bodyfelt |

## Scurtmetraje
| Film                             | Premiera          | Regia       | Scenariul     | Povestea      | Producători   |
| -------------------------------- | ----------------- | ----------- | ------------- | ------------- | ------------- |
| Super Manny                      | 26 octombrie 2013 | David Feiss | N/A           | N/A           | Kurt Albrecht |
| Earl Scouts                      | 26 octombrie 2013 | David Feiss | N/A           | N/A           | Kurt Albrecht |
| Steve's First Bath               | 28 ianuarie 2014  | David Feiss | Craig Kellman | Craig Kellman | Kurt Albrecht |
| Attack of the 50-Foot Gummi Bear | 28 ianuarie 2014  | David Feiss | David Feiss   | David Feiss   | Kurt Albrecht |

## Seriale
| Serial                   | Sezoane | Episoade | Lansare originală | Lansare originală | Lansare originală                                        |
| Serial                   | Sezoane | Episoade | Premiera          | Finalul           | Canal                                                    |
| ------------------------ | ------- | -------- | ----------------- | ----------------- | -------------------------------------------------------- |
| Stă să plouă cu chiftele | 2       | 104      | 20 februarie 2017 | 30 iunie 2018     | Cartoon Network / Boomerang (Statele Unite) YTV (Canada) |

## Jocuri video
- Cloudy with a Chance of Meatballs (2009)
- Cloudy with a Chance of Meatballs 2 (2013)
- Foodimal Frenzy (2013)